# خرده‌فرهنگ هوی متال

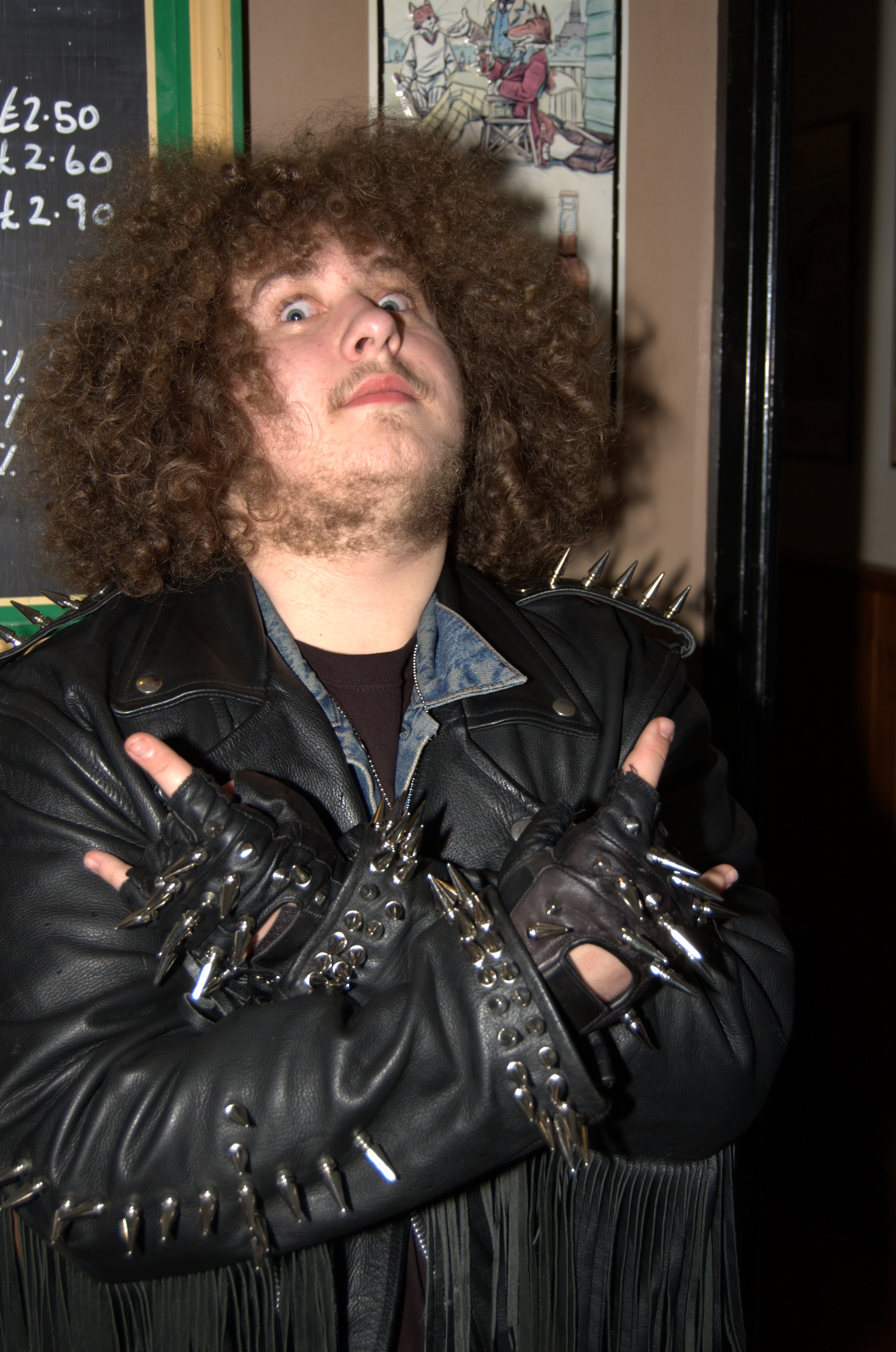
یک هوادار هوی متال در لباسی با تزئینات قطعات درشت فلز در حال نشان دادن نماد شاخ شیطان

خرده فرهنگ هوی متال خرده فرهنگی است که طرفداران موسیقی هوی متال آن را ایجاد نموده‌اند و فقط شامل درک و شناخت هوشمندانه از این سبک موسیقی نمی‌باشد.
بلکه طرفدارانی دارد که، با شرکت در کنسرتهای متال، خرید آلبومها،
در برخی موارد با بلند کردن موهای خود و اخیراً، با مشارکت در به وب سایت‌های متال، عضویت خود را در این خرده فرهنگ بیان می‌دارند.

## نامگذاری
طرفداران هوی متال با نامهای مختلفی ازجمله متال هد∗، هدبنگر∗ و تراشر∗ شناخته می‌شوند. این اصطلاحات در زمان‌ها و مناطق مختلف متفاوت است ولی دو کلمه "هدبنگر" و "متال هد" به‌طور جهانی برای اشاره به این خرده فرهنگ و طرفداران آن مورد پذیرش قرار گرفته‌است.

## ویژگی‌های جامعه
شیوه رقص: طرفداران متال اغلب احتمال دارد که به جای رقص معمولی به ماشینگ و هدبنگینگ مشغول شوند. (ماشینگ یک آیین رایج در کنسرتهای راک است و کوبیدن خود به سمت دیگران در صحنه رقص می‌باشد و هدبنگینگ حرکت تکانی سر به سمت بالا و پایین و هم‌زمان با ریتم موسیقی است.)
لباسها
یکی دیگر از ویژگی‌های این این خرده فرهنگ مد لباس آن است. این مدهای لباس نیز همانند موسیقی متال در طی چندین دهه دچار تغییراتی شده اند ولی برخی عناصر اصلی خود را حفظ کرده‌اند. به‌طور معمول مد لباس هوی متال بعد از 1970 - 1980 تشکیل شده از کمربندهای میخ‌دار شلوار جین‌های تنگ آبی یا مشکی یا شلوارهای کتانی و چکمه‌های موتورسواری، پوتین یا کفشهای ورزشی و تیشرت‌های سیاه به همراه ژاکت‌های بدون آستین جین یا چرم مزین با وصله‌های بافته و دکمه‌ها و پین‌های باندهای هوی متال می‌باشد.